# Ceratolauxania nigrimana
Ceratolauxania nigrimana är en tvåvingeart som först beskrevs av Malloch 1927.  Ceratolauxania nigrimana ingår i släktet Ceratolauxania och familjen lövflugor. Inga underarter finns listade i Catalogue of Life.